# Reiji
Reiji (jap. れいじ, レイジ) – męskie imię japońskie.

## Możliwa pisownia
Reiji można zapisać używając wielu różnych znaków kanji i może znaczyć m.in.:
- 礼二, „pozdrawiać, dwa”
- 玲次, „dźwięk klejnotów, następny”
- 怜児, „mądry, niemowlak”
- 麗司, „uroczy, przepis”
- 零時, „zero, czas” (północ)
- 伶史, „aktor, historia”
- 令治, „rozkaz, rządzić”
- 澪士, „szlak wodny, samuraj”

## Znane osoby
- Leiji Matsumoto (零士), japoński mangaka
- Reiji Nagakawa (玲二), japoński tłumacz
- Reiji Okazaki (令治), japoński biolog molekularny
- Reiji Sakurai (零士), japoński wokalista
- Reiji Yamada (玲司), japoński mangaka

## Fikcyjne postacie
- Azuma Reiji, bohater gry visual novel Phantom ~Requiem for the Phantom~
- Reiji Arisu (零児), bohater gry jRPG Namco × Capcom
- Reiji Fujita (玲司), główny bohater mangi i anime Gallery Fake
- Reiji Mizuchi, bohater anime Beyblade Metal Fusion
- Reiji Namikawa (零司), postać z mangi i anime Death Note
- Reiji Nogi (怜治), czarny charakter w serialu tokusatsu Kamen Rider Kabuto
- Reiji Oozora (レイジ), bohater mangi i anime Dragon Drive
- Reiji Sakamaki (レイジ), bohater serii gier i anime Diabolik Lovers
- Reiji Takayama (澪士), bohater anime Witchblade